# COVID-19-Pandemie in der Republik Arzach

Lage der Republik Arzach

Die COVID-19-Pandemie trat in der Republik Arzach ab März 2020 als Teil der weltweiten COVID-19-Pandemie auf, die im Dezember 2019 in der Volksrepublik China ihren Ausgang nahm. Die COVID-19-Pandemie betrifft die neuartige Erkrankung COVID-19. Diese wird durch das Virus SARS-CoV-2 aus der Gruppe der Coronaviridae verursacht und gehört in die Gruppe der Atemwegserkrankungen. Ab dem 11. März 2020 stufte die Weltgesundheitsorganisation (WHO) das Ausbruchsgeschehen des neuartigen Coronavirus als weltweite Pandemie ein.

## Verlauf
Am 2. April 2020 wurde die erste SARS-CoV-2-Infektion in Arzach festgestellt, zwei frühere Tests waren negativ. Der Fall trat bei einer Person auf, die aus Armenien nach Mirik zurückkehrte, einer Siedlung in der Provinz Kaschatagh, 39 km vom Regionalzentrum Berdsor und 89 km von der Hauptstadt Stepanakert entfernt. Sie wurde ins regionale, 2019 neu eröffnete medizinische Zentrum gebracht und isoliert, ein Nachbar wurde am 4. April mit COVID-19 eingeliefert. Weitere 17 Personen, zu denen der Infizierte Kontakt hatte, begaben sich in häusliche Quarantäne, wurden aber negativ getestet. Am 8. April 2020 wurde ein erster Todesfall in Verbindung mit COVID-19 gemeldet, der später wieder zurückgenommen wurde. Am 9. Mai 2020 wurden 29 SARS-CoV-2-Infektionen gemeldet. Die Meldung vom 20. Mai 2020 nannte weiterhin 29 SARS-CoV-2-Infektionen.

## Maßnahmen der Regierung
Vom 28. März bis 20. April 2020 wurde vorsorglich eine landesweite Ausgangssperre verhängt. Märkte, Unterhaltungsbetriebe, Schulen, Kosmetikstudios, Friseure wurden bis zum 7. April 2020 geschlossen. Hotels blieben bis zum 1. Juni 2020 geschlossen. Arzach verhängte zudem eine Einreisesperre für russische Staatsbürger. Krankenhäuser wurden angewiesen, Patienten mit COVID-19-Symptomen zu isolieren. Russland schickte am 14. März und 17. März 2020 medizinisches Material in die Region. Die angebotene Hilfe aus Georgien hingegen wurde abgewiesen.